# Kornel Filipowicz
Kornel Filipowicz, född 27 oktober 1913 i Ternopil, i dagens Ukraina, död 28 februari 1990 i Kraków, Polen, var en polsk romanförfattare, novellist, poet och manusförfattare. Filipowicz tillhörde det polska avantgardet, och deltog i flera litterära grupperingar och tidskrifter på vänsterkanten. Han kom med tiden att vända sig mot Polska förenade arbetarpartiet, och blev en del av de polska intellektuella som deltog i landets demokratiska opposition, bland annat tillsammans med sin nära vän och livskamrat Wisława Szymborska.
Poeten Jarosław Iwaszkiewicz har kallat Filipowicz en av Polens "renaste, mest framstående prosaister, som har lyckats bemästra sin brist på pretention och bli en virtuos på det."

## Biografi
Filipowicz föddes 27 oktober 1913 i Tarnopol, en stad som under 1900-talets första hälft vid flera tillfällen bytte nationell tillhörighet. Vid Filipowicz födelse var den en del av Österrike-Ungern, för att efter första världskriget tillfalla Polen. I samband med Molotov–Ribbentrop-pakten blev staden en del av Ukrainska SSR, och namnet kom att ändras till Ternopil. Filipowicz studerade matematik och naturvetenskap vid gymnasiet i Cieszyn, där han lärde känna den polske poeten Julian Przyboś. Från 1933 studerade Filipowicz biologi vid Jagellonska universitetet i Kraków.
Han debuterade 1934 med novellen "Zapalniczka" i tidskriften Zaranie Śląskie, samt med en dikt i tidskriften Gazeta Artystów. Efter invasionen av Polen 1939 deltog han i kommunistiska kretsar kring Ignacy Fik. 1943 gav han ut diktsamlingen Mijani, som innehöll tio dikter. I april 1944 arresterades han av Gestapo, och hamnade i Gross-Rosens och Sachsenhausens koncentrationsläger.
Efter kriget gifte han sig med konstnären Maria Jarema (1908–1958). 1964 gifte han om sig, med konsthistorikern Maria Próchnicka. 1947 debuterade han med prosaverket Krajobraz niewzruszony, för vilken han tilldeladse Krakow stads litteraturpris. Han engagerade sig även i ett antal litterära tidskrifter. I romanen Gołębia Street från 1955 beskriver han de moraliska val som samtiden tvingade en till att göra, och hur han menade att avantgardet och den politiska vänstern hörde samman. Filipowicz kom att odla ett stort intresse för avantgardet inom både konsten och litteraturen, och deltog i grupper som Grupa Krakowska och Cricot 2.
Filipowicz kom dock i högre grad att vända sig mot det polska kommunistpartiet, och signerade bland annat ett antal brev av polska intellektuella som kritiserade utvecklingen i Polen, bland annat tillsammans med hans nära vän och livspartner Wisława Szymborska. Under sjuttiotalets början engagerade han sig i landets demokratiska opposition. Mot slutet av sitt liv blev han alltmer uppmärksammad, och centrum av flera litterära cirklar.

### Översatt till svenska[7]
- För tidigt (org. Za wcześnie) översatt av Joanna Helander och Bo Persson, publicerad i tidskriften Allt om böcker. 1996:6, s. 41.
- Ett genialt barn (orig: Genialne dziecko), översatt av Rita Tornborg, utgiven i Artes. 11(1985):3, s. 85-88.
- Mötas och skiljas (orig. Spotkanie i rozstanie), översatt av Anders Bodegård, utgiven i Fjärran ifrån och nära 1996, s. 7-15.
- Smolket i ögat (orig. Pyłek w oku), översatt av Catherine Berg, utgiven i Polska berättare av Berg & Mizerski, 1996, s. 54-60.

### Ej översatt

#### Poesi
- Mijani (1943)
- Powiedz to słowo (1997)

#### Prosa
- Krajobraz niewzruszony (1947)
- Księżyc nad Nidą (1950)
- Ulica Gołębia (1955)
- Ciemność i światło (1959)
- Biały ptak (1960)
- Romans prowincjonalny (1960)
- Pamiętnik antybohatera (1961)
- Mój przyjaciel i ryby (1963)
- Jeniec i dziewczyna (1964)
- Ogród pana Nietschke (1965)
- Mężczyzna jak dziecko (1967)
- Co jest w człowieku (1971)
- Śmierć mojego antagonisty (1972)
- Gdy przychodzi silniejszy (1974)
- Kot w mokrej trawie (1977)
- Dzień wielkiej ryby (1978)
- Zabić jelenia (1978)
- Krajobraz, który przeżył śmierć (1986)
- Rozmowy na schodach (1989)
- Wszystko, co mieć można (1991)

### Manus
- Trzy kobiety (1956)
- Miejsce na ziemi (1959)
- Głos z tamtego świata (1962)
- Piekło i Niebo (1966)
- Szklana kula (1972)